# Römisch-katholische Kirche in Malta
Die Römisch-katholische Kirche in Malta ist Teil der weltweiten römisch-katholischen Kirche. Im Jahr 2018 gehörten 93,9 Prozent der Römisch-katholischen Kirche in Malta an und sie ist somit die größte Glaubensgemeinschaft in Malta.

## Überblick

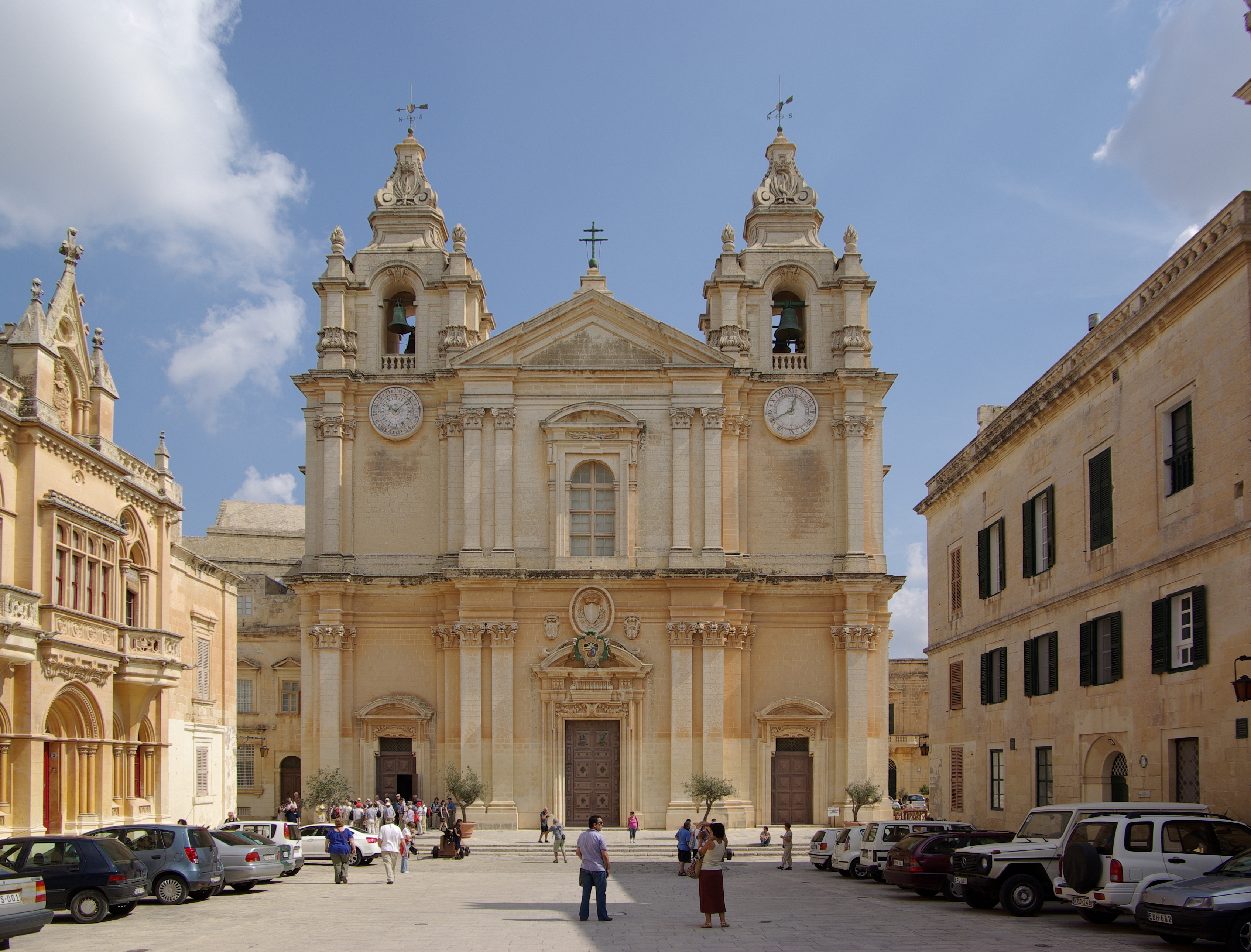
Die Kathedrale St. Paul des Erzbistums Malta in Mdina

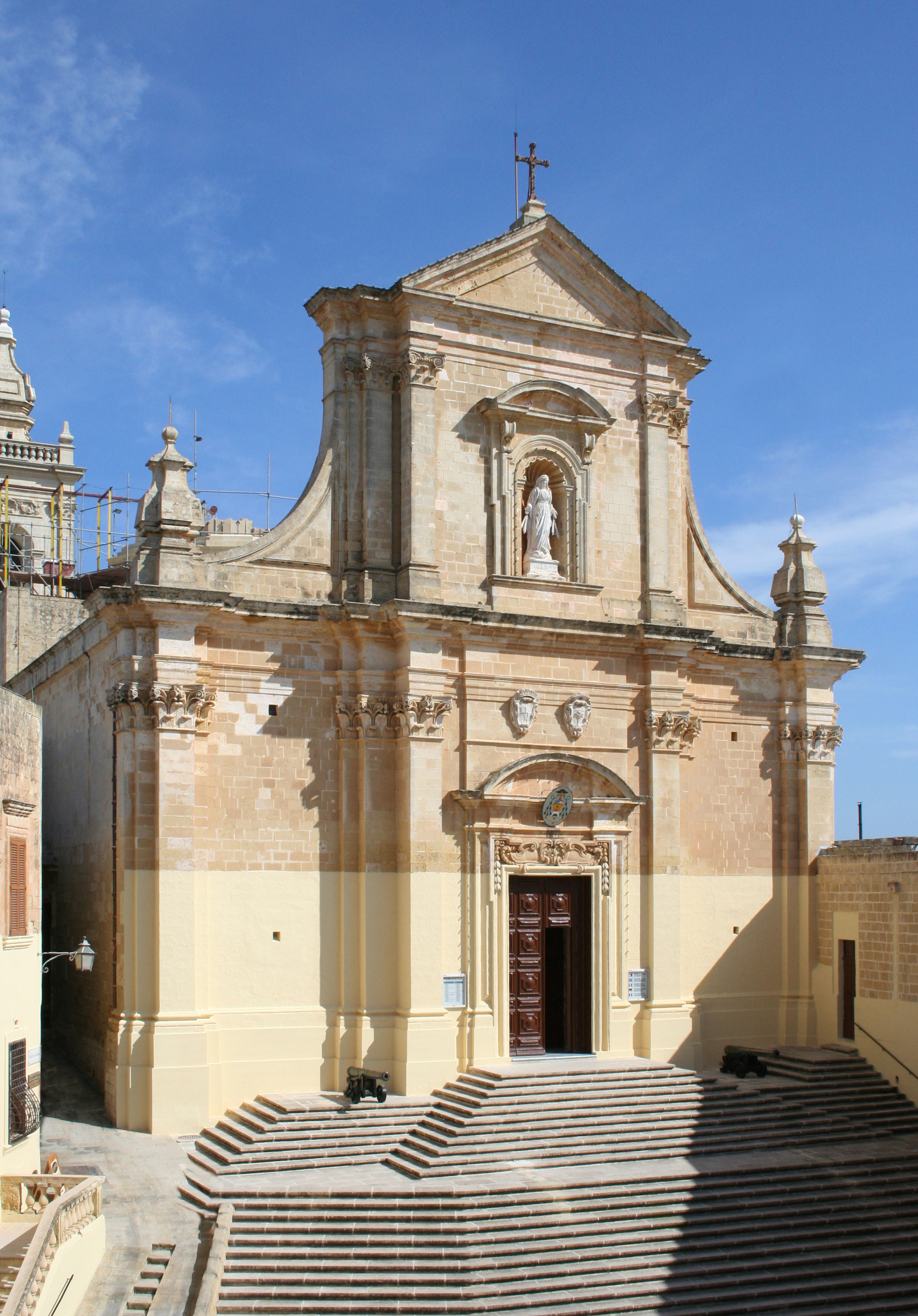
Kathedrale Mariä Himmelfahrt von Gozo, Fassadenansicht, Febr. 2006

Das  Erzbistum Malta besteht aus 70 Pfarreien und 361.372 Mitgliedern (Stand 2019) und das Bistum Gozo besteht aus 15 Pfarreien und 30.300 Mitgliedern (Stand 2019).
Die Römisch-katholische Kirche übt seit dem Mittelalter starken Einfluss auf die Politik und das gesellschaftliche Leben Maltas aus. So ist noch der Schwangerschaftsabbruch strafbar und „oben ohne“ baden verboten. Der Katholizismus ist in der Verfassung Maltas als Staatsreligion verankert und wird von der Mehrheit der Bevölkerung praktiziert. Äußere Zeichen dafür sind Hausaltäre, in Gebäudefronten gemeißelte und farbenfroh verzierte Bildnisse von Heiligen, Bischöfen und Pfarrern sowie Denkmäler von Heiligen oder Päpsten auf öffentlichen Plätzen.
Der Heilige Stuhl und Malta unterhalten volle diplomatische Beziehungen. Apostolischer Nuntius ist seit dem 24. Oktober 2022 Erzbischof Savio Hon Tai-Fai SDB.

## Organisation

### Lateinische Kirche
| Erzbistum            | Bischof              | Weihbischof          | Gründung             | Fläche               | Pfarreien            | Katholiken           | Anteil an der Bevölkerung |
| Kirchenprovinz Malta | Kirchenprovinz Malta | Kirchenprovinz Malta | Kirchenprovinz Malta | Kirchenprovinz Malta | Kirchenprovinz Malta | Kirchenprovinz Malta | Kirchenprovinz Malta      |
| -------------------- | -------------------- | -------------------- | -------------------- | -------------------- | -------------------- | -------------------- | ------------------------- |
| Erzbistum Malta      | Charles Scicluna     | Joseph Galea-Curmi   | 1. Januar 1944       | 246 km²              | 70                   | 380.000              | 89,2 %                    |
| Bistum Gozo          | Anthony Teuma        | -                    | 22. September 1864   | 67 km²               | 15                   | 28.000               | 89 %                      |

### Souveräner Malteserorden
Die Inseln Malta und Gozo gehörten ursprünglich zum Herrschaftsbereich des Malteserordens, die 1798 von französischen Truppen erobert wurde. Heutzutage befinden sich alle Besitzungen des Ordens in Italien.

## Gerichtsbarkeit
Es bestehen erstinstanzliche Kirchengerichte in Malta und Gozo sowie seit 1981 ein Regionalgericht zweiter Instanz in Malta (maltesisch Tribunal Reġjonali Tat-Tieni Stanza), das auch für das Bistum Gibraltar zuständig ist. Ihre Entscheidungen werden vom maltesischen Staat anerkannt.

## Persönlichkeiten der katholischen Kirche in Malta

### Geboren in Malta
Bischöfe
- Heiliger Publius († um 112 oder 125), historisch nicht nachweisbarer erster Bischof von Malta
- Sir Michael Gonzi (1885–1984), Erzbischof von Malta und Bischof von Gozo, Päpstlichen Thronassistenten und Konzilsvater des zweiten Vatikanischen Konzils

Priester
- Dun Karm Psaila, Nationaldichter von Malta

### Mit Malter verbundene Persönlichkeiten
- Paulus von Tarsus, Schiffbruch vor Malta, brachte die katholische Religion auf die Insel